# Hugo Frederik Nierstrasz

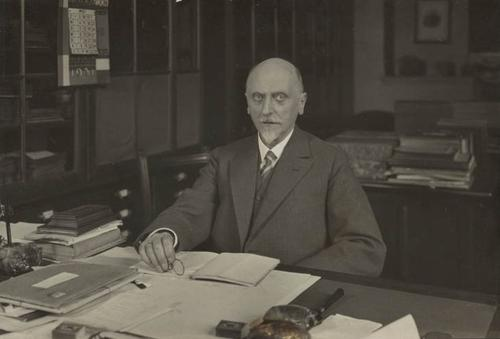
Hugo Frederik Nierstrasz

Hugo Frederik Nierstrasz (* 30. Juni 1872 in Rotterdam; † 6. September 1937 in Walenstadt) war ein niederländischer Zoologe.

## Leben
Hugo Frederik wurde als Sohn des Notars Richard Hendrik Nierstrasz (1825–1886) und dessen zweiter Frau Johanna Sophia Petronella Beijerman (* 2. Februar 1841 in Rotterdam; † 14. Februar 1875 ebenda) geboren. Nach dem Besuch des Erasmusgymnasiums in Rotterdam, studierte er Medizin an der Universität Utrecht. Unter dem Einfluss von Ambrosius Hubrecht wendete er sich dem Studium der Biologie zu. 1899 bis 1900 nahm er an der Siboga-Expedition nach Niederländisch-Indien teil und promovierte am 30. Juni 1902 in Utrecht mit der Thematik The solenogastres of the Siboga-expedition (deutsch: Die Furchenfüßer der Sibogra-Expedition) cum laude zum Doktor der Biologie. Von 1900 bis 1906 war er Lehrer der Biologie am Gymnasium in Amersfoort, wurde 1904 Dozent an der Universität Utrecht und 1906 der dortigen Reichsveterinärschule.
Am 16. März 1910 wurde er als Hubrechts Nachfolger zum Professor der Zoologie, der vergleichenden Anatomie und Zoogeographie an der Utrechter Hochschule berufen, welche Aufgabe er am 18. April desselben Jahres mit der Einführungsrede Is specialisatie in de zoölogische wetenschap heilzaam of gevaarlijk? (deutsch: Ist Spezialisierung in der zoologischen Wissenschaft heilsam oder gefährlich?) antrat. Unter anderem arbeitete er als Redakteur an der zwölfbändigen Nachschlagewerk Oosthoek’s geïllustreerde encyclopædie, gemeinsam mit seinem früheren Assistenten Johan Egbert Willem Ihle (* 7. August 1879 in Amsterdam; † 21. September 1956 in Rotterdam) redigierte er 1928 das niederländische Lehrbuch der allgemeinen Zoologie und verfasste zoologische Abhandlungen in verschiedenen wissenschaftlichen Fachzeitschriften und Journalen seiner Zeit.
Hierbei standen vor allem Furchenfüßer, Chitonen, Fadenwürmer und Weichtiere im Fokus seiner Forschungen. Im Akademiejahr 1924/25 wählte man ihn zum Rektor der Utrechter Alma Mater, wozu er zum 289. Jahrestag der Hochschule, am 26. März 1925, die Rektoratsrede Celleer en evolutie (deutsch: Zellbiologie und Evolution) hielt. 1930 wurde er Mitglied der Königlich Niederländischen Akademie der Wissenschaften und am 5. Juni 1936 wurde er zum Ritter des Ordens vom niederländischen Löwen ernannt. Nierstrasz der sich wegen seines Rheumas zur Kur in die Schweiz begeben hatte, verstarb dort unerwartet. Sein Leichnam wurde in die Niederlande überführt und in Amsterdam begraben.

## Familie
Nierstrasz heiratete am 21. August 1902 in Amsterdam Bernardine Cornelia Huijser van Reenen (* 30. Oktober 1877 in Amsterdam; † 23. November 1941 in Utrecht), die Tochter von Cornelis Huijser van Reenen (* 23. Februar 1828 in Egmond-Binnen; † 3. November 1907 in Amsterdam) und dessen Frau Trijntje Breekland (* 17. Juni 1838 in Bodegraven; † 19. September 1910 in Veldwijk (Ermelo)). Aus der Ehe stammen eine Tochter und zwei Söhne. Von den Kindern kennt man:
- Johanna Nierstrasz (* 11. Juni 1903 in Utrecht) verh. 11. Mai 1934 Utrecht mit Jan Willem George Frederik Formijne (* 25. März 1902 in Tiel)
- Cornelis Abraham Nierstrasz (* 30. Oktober 1904 Utrecht; † 6. Februar 1990 in Bilthoven; Dr.) verh. 20. Dezember 1945 in Bilthoven mit Francisca Lindenborn (* 7. März 1912 in Angeren; † 17. März 1997 in Bilthoven)
- Hugo Frederik Nierstrasz (* 5. November 1905 in Utrecht; † 2000)

## Werke (Auswahl)
- The solenogastres of the Siboga-expedition. Leiden 1902
- Das Herz der Solenogastren. Amsterdam 1903
- Die Chitonen der Siboga-Expedition. Leiden 1905
- Handleiding ten gebruike bij de praktische oefeningen in de dierkunde aan de Rijks-Universiteit te Utrecht. Utrecht 1906
- Die Nematomorpha der Siboga-Expedition. Leiden 1907
- Die Amphineuren. um 1910
- Is specialisatie in de zoölogische wetenschap heilzaam of gevaarlijk? Utrecht 1910
- Die Isopoden der Siboga-Expedition. Leiden 1913–1941, 4. Bde.
- Die Isopoden-Sammlung im naturhistorischen Reichsmuseum zu Leiden. Leiden 1915, 3. Bde.
- Celleer en evolutie. Utrecht 1925
- Anleitung zu makroskopisch-zoologischen Uebungen. Jena 1922–1924, 2. Bde.; auch unter dem Titel: Anleitung zu zoologisch-morphologischen Uebungen. Jena 1930 (mit Gottwalt Christian Hirsch)